# 柳興洙
柳 興洙（ユ・フンス、朝鮮語: 유흥수、1937年12月3日 - ）は、大韓民国の政治家、外交官。警察庁長官、忠清南道知事、第12・14・15・16代国会議員、駐日大韓民国大使などを歴任した。日本統治時代に生まれた最後の駐日韓国大使である。政治家としてはセヌリ党に所属していた。
本貫は文化柳氏。キリスト教徒。李台燮とは仲がよく、2人の子供同士に結婚した人がいる。

## 来歴
1937年、大日本帝国統治下にあった慶尚南道陜川郡出身。小学校5年生まで日本に居住し、1950年の朝鮮戦争勃発直前に釜山に移り住んだ。京畿高等学校、ソウル大学校法科大学を卒業後、1962年に第14回高等考試行政科に合格して内務部に入部。警察組織でキャリアを積み、1980年に治安本部本部長（現在の警察庁長官）まで上り詰めた。
1982年に第21代忠清南道知事に任命され、2年間務めたのち1984年に全斗煥政権下で大統領秘書室政務第2首席秘書官に就任。1985年に民主正義党から国会議員に立候補し当選、1986年に交通部次官となる。1988年の選挙では落選したものの1992年に返り咲き当選を果たし、2004年に引退するまで通算で4期（12・14・15・16代）務めている。
2014年7月下旬に空席となっていた次期駐日大使への就任が内定したことが報じられ、日本政府の同意（アグレマン）を得た上で8月20日に韓国政府より任命された。すでに76歳と高齢であり大使には不適切との声も挙がったが、日本に通じた人物の大使指名は朴槿恵大統領の日韓関係を重視する意向を反映したものとも受け止められ、柳本人も関係改善に意欲を示した。2015年12月の日韓外相会談で慰安婦問題日韓合意が成立し、両国関係が改善に向かうきっかけができたことを理由に、自らの役割は終わったとして翌2016年4月6日に辞意を表明。6月30日に東京で離任式を行い退任した。
その後は自由韓国党、未来統合党、国民の力常任顧問、韓日親善協会中央会長を務めた。2022年末に国民の力非常対策委員長の鄭鎮碩により国民の力の全党大会選挙管理委員長に推薦された。

## 日本との関係
柳の日本との関係は深く、大韓民国において日本通の代表的な人物とされている。
前述のとおり幼少期を日本で過ごし日本語には堪能で、国会議員時代には韓日議員連盟幹事長、国会統一外交通産委員長などを務め、議員落選中も京都大学で1年間の研修を行っている。中曽根康弘元首相、森喜朗元首相、安倍晋太郎元外相など日本の政治家とも懇意にしており、特に安倍晋太郎とは自身の議員初当選時に釜山・東萊にある別荘で一緒に爆弾酒を飲み交わした仲である。1991年に晋太郎が死去した際には日本に弔問に訪れ、秘書を務めていた次男の安倍晋三を慰めた。政界引退後は韓日親善協会理事長に就任し、2006年に同協会の総会が日本で開催されたことに伴い来日し、内閣総理大臣となっていた晋三を表敬訪問している。
柳の駐日大使在任中に成された慰安婦問題日韓合意であったが、日韓両国はその後、慰安婦像設置をめぐり対立を深めていくこととなる。2017年3月、柳は韓国メディアの取材に応じ、韓国国民の日本に対する感情が良くないのは、日本が韓国に与えた悲運の歴史が原因であるとの認識を示しながらも、韓国は地政学的な見地から日本と対立していては多くの分野で安定が望めず、国益のために日韓関係を改善していくべきと述べている。また2018年末には日本メディアの取材に対して、慰安婦合意破棄や徴用工訴訟問題についての文在寅政権の対応を批判するなど、駐日大使退任後も日韓関係に対する意見表明を行っている。

## エピソード
韓国シリーズの一番最初の始球式を担当した人物である。1982年の韓国シリーズの第1戦で大田で忠清南道知事としてボールを投げた。

## 栄典
- 2011年　旭日中綬章[16]
- 2016年　旭日大綬章[17]